# Andrei Gabriel Torje
Andrei Gabriel Torje (Timişoara, 22 de novembre de 1989), és un futbolista romanès que juga pel Torku Konyaspor, cedit per l'Udinese Calcio.
És un extrem versàtil que pot jugar per banda esquerra. Fou nomenat Futbolista romanès de l'any el 2011.
El 2 de setembre de 2013 Torje va començar la seva segona aventura a la Lliga BBVA, essent cedit al RCD Espanyol. L'Udinese el va cedir per un any, amb opció a compra a final de temporada.
Torje fou el capità de la selecció romanesa Sub-21. Va debutar amb la selecció absoluta en un partit amistós contra Albània el 3 de setembre de 2010. Va marcar el seu primer gol internacional en un partit contra Xipre. El 2 de setembre de 2011 va marcar dos gols en la victòria de Romania per 2–0 sobre Luxemburg.